# Vilhelm I av Nederländerna
Vilhelm I av Nederländerna, född som Willem Frederik 24 augusti 1772 i Haag, död 12 december 1843 i Berlin, var son till Vilhelm V, arvståthållaren i Nederländerna. I samband med Wienkongressen 1814–1815 blev Vilhelm 1815 kung över ett nyskapat rike, Nederländerna, som även omfattade Belgien och Luxemburg.
Belgarna var emellertid missnöjda med Vilhelms styre – de reste sig 1830 och med hjälp av de europeiska stormakterna lyckades utbrytningen. Vilhelm abdikerade 1840 till förmån för sin son, Vilhelm II av Nederländerna.
Han gifte sig första gången med Wilhelmina av Preussen (1774–1837) år 1791 och fick med henne bland andra sönerna Vilhelm II av Nederländerna (1792–1849) och Fredrik (1797–1881), far till drottning Lovisa av Sverige-Norge. Han gifte sig andra gången 1841 med grevinnan Henriette d'Oultremont (1792–1864), en hovdam hos hans första hustru.

## Biografi
Kung Vilhelm I:s föräldrar var den siste ståthållaren Vilhelm V av Oranien och hans fru Wilhelmina. Till 1813 var Vilhelm känd som Prins Vilhelm VI av Oranien. 1791 gifte sig Vilhelm med prinsessan (Frederica Louisa) Wilhelmina, dotter till kung Fredrik Vilhelm II av Preussen.  Efter att Wilhelmina dött 1837 gifte Vilhelm om sig med grevinnan Henriette d'Oultremont de Wegimont 1841 i Berlin. Två år senare dog Vilhelm där.
Vilhelm var arvsståthållare när De sju förenade provinsernas republik invaderades av de franska revolutionära arméerna. Han flydde med sin far till England. Till skillnad från fadern hade Vilhelm en stark personlighet och han försökte återfå republiken.
1799 landsteg Vilhelm i det nuvarande Noord-Holland. Efter några slag blev han tvungen att lämna landet igen. Napoleon Bonaparte gav honom några små tyska furstendömen som ersättning för de förlorade territorierna. Dessa furstendömen blev konfiskerade när Napoleon invaderade Tyskland (1806).
Efter Napoleons nederlag vid Leipzig (oktober 1813), retirerade franska trupper till Frankrike. En provisorisk regering bildades under ledning av några tidigare patrioter som återkallade Vilhelm, till skillnad från deras uppror 1785.

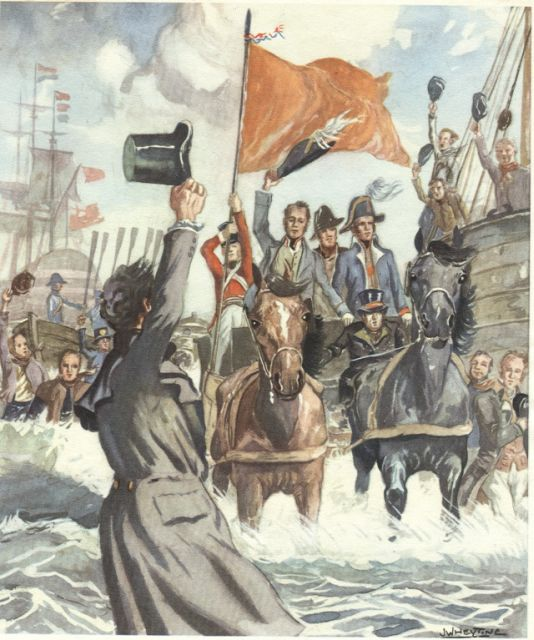
Vilhelm landstiger vid Scheveningen

30 november 1813 landsteg Vilhelm vid Scheveningens strand, bara några meter från den plats där han hade lämnat landet med sin far arton år tidigare, och 6 december erbjöd den provisoriska regeringen honom titeln kung. Vilhelm avböjde och tillkännagav att han bara ville ha tronen om han var suverän furste — en titel någonstans mellan kung och ståthållare — och folkets rättigheter garanterades av "en vis konstitution". Konstitutionen erbjöd Vilhelm omfattande (närmast absolut) makt. Ministrarna var ansvariga endast inför honom och ingen annan. Han blev installerad som suverän furste i den nya kyrkan i Amsterdam. 1814 fick han suveränitet över hela Nederländerna.
16 mars 1815 utropade Vilhelm sig själv till kung av Förenade kungariket Nederländerna, då han kände sig hotad av Napoleon som hade flytt från Elba. Hans son, den framtida kung Vilhelm II, deltog som nederländsk befälhavare i slaget vid Waterloo. Efter att Napoleon hade skickats i exil antog Vilhelm en ny konstitution som omfattade mycket av den gamla konstitutionen, såsom omfattande kungamakt.

## Huvudsakliga förändringar
Generalstaterna (nederländska: Staaten-Generaal) var indelat i två kammare. Första kammaren (nederländska: Eerste Kamer) utnämndes av kungen. Andra kammaren (nederländska: Tweede Kamer) valdes av provinsialstaterna, som i sin tur valdes genom direktval med begränsad rösträtt. De 110 platserna var delade lika (55:55) mellan nord och syd (norra delens befolkning var omkring 2 miljoner, södra delens omkring 3,5 miljoner). Generalstaternas funktion var huvudsakligen att godkänna kungens lagar och dekret. Konstitutionen innehöll många nuvarande nederländska politiska institutioner, men deras funktioner och valsätt har förändrats mycket genom åren.
Ett problem med konstitutionen var att södra Nederländerna (dagens Belgien) var underrepresenterat. Denna underrepresentation var en av orsakerna till den belgiska revolutionen. I den folkomröstning som skulle anta konstitutionen blev den förståeligt nog godkänd i norr och förkastad i söder. Särskilt i söder var valdeltagandet lågt. Vilhelm förklarade då att alla som inte röstade ja. Han planerade en storslagen installation för sig själv i Bryssel, där han gav folket kopparmynt (hans första smeknamn blev Kopparkungen).
Spjutspetsen i kung Vilhelms politik var ekonomisk utveckling. Eftersom han grundade många handelsinstitutioner blev hans andra smeknamn Köpman-kungen. Särskilt i den södra delen av landet blomstrade industrin. De norra provinserna var centrum för handeln. Detta, i kombination med kolonierna (Nederländska Ostindien, Surinam och Nederländska Antillerna), skapade stor rikedom för kungariket. Emellertid gick dessa pengar till nederländska händer och endast ett fåtal belgare lyckades tjäna på den ekonomiska tillväxten. I detta ligger en annan orsak till det belgiska upproret. Vilhelm byggde också upp personlig rikedom ur landets industriella välstånd.
Officiellt var kyrkan skild från staten. Vilhelm själv var dock starkt reformert. Detta orsakade viss förbittring bland folket i den södra delen, som mestadels var katoliker. Vilhelm förde också en kontroversiell språk- och skolpolitik. Nederländska infördes som officiellt språk i Flandern. För flamländarna, som var nederländskspråkiga, var detta inget stort problem, men det var oacceptabelt för franskspråkiga aristokrater och industriarbetare. Skolorna runt om i kungariket tvingades att undervisa i den reformerta religionen och nederländska språket. Katoliker fruktade att kungen syftade till att utrota katolicismen och franskan.

## Belgiska upproret
I augusti 1830 sattes operan "La Muette de Portici" (om förtryck mot neapolitaner) upp i Bryssel. Detta orsakade en stark nationalism och hollandofobi i Bryssel, som spreds till resten av nuvarande Belgien. Snart ledde det till massupplopp. Upploppen riktades huvudsakligen mot den impopuläre justitieministern, som bodde i Bryssel och nästan blev mördad. Vilhelm blev rasande och svarade med att skicka trupper för att trycka ned upploppen. Emellertid hade upploppen spridits till andra sydliga städer och blev snart folkliga uppror. Det tog inte lång tid innan den nya oberoende staten Belgien utropades.
Nästa år (1831) skickade Vilhelm sina söner till Belgien för att trycka ned denna stat. Trots att de först var framgångsrika blev den nederländska armén tvungen att dra tillbaka efter att Frankrike intervenerat. Vissa folkliga känslor för huset Oranien fanns kvar ett antal år men oranierna fick aldrig tillbaka kontrollen över Belgien. Vilhelm var envis och fortsatte med kriget. Hans ekonomiska framgångar hamnade i skuggan av misshushållningen som orsakades av kriget och i sin tur ökade krigets kostnader, som tyngde ekonomin. 1839 tvingades Vilhelm avsluta kriget. Det förenade kungariket Nederländerna upplöstes och ersattes av "Kungariket Nederländerna".

## Författningsändringar och abdikation
Författningsändringar påbörjades 1840 eftersom de delar av författningen som rörde det förenade kungariket måste tas bort. Förändringarna omfattade också införande av rättsligt ansvar för ministrar. Även om parlamentet fortfarande inte kunde kontrollera politiken kunde nu kunde prerogativet kontrolleras nu. Den mycket konservative Vilhelm kunde inte fördra dessa författningsändringar. Detta i kombination med förlusten av Belgien och Vilhelms intention att gifta sig med Henrietta d'Oultremont fick honom att vilja abdikera. Detta gjorde han 7 oktober 1840 när hans äldste son efterträdde honom som kung Vilhelm II. Vilhelm I dog i Berlin efter tre år tillsammans med Henrietta.

## Anfäder
|                   |  |  |  |  |  |  |  |                                     |  |  |  |  |  |  |  |                                               |  |  |  |  |  |  |  | 8. Johan Vilhelm Friso av Oranien                            |
|                   |  |  |  |  |  |  |  |                                     |  |  |  |  |  |  |  |                                               |  |  |  |  |  |  |  |                                                              |
|                   |  |  |  |  |  |  |  |                                     |  |  |  |  |  |  |  | 4. Ståthållare Vilhelm IV av Oranien          |  |  |  |  |  |  |  |                                                              |
|                   |  |  |  |  |  |  |  |                                     |  |  |  |  |  |  |  |                                               |  |  |  |  |  |  |  |                                                              |
|                   |  |  |  |  |  |  |  |                                     |  |  |  |  |  |  |  |                                               |  |  |  |  |  |  |  | 9. Marie Louise av Hessen-Kassel                             |
|                   |  |  |  |  |  |  |  |                                     |  |  |  |  |  |  |  |                                               |  |  |  |  |  |  |  |                                                              |
|                   |  |  |  |  |  |  |  | 2. Ståthållare Vilhelm V av Oranien |  |  |  |  |  |  |  |                                               |  |  |  |  |  |  |  |                                                              |
|                   |  |  |  |  |  |  |  |                                     |  |  |  |  |  |  |  |                                               |  |  |  |  |  |  |  |                                                              |
|                   |  |  |  |  |  |  |  |                                     |  |  |  |  |  |  |  |                                               |  |  |  |  |  |  |  | 10. Kung Georg II av Storbritannien, kurfurste av Hannover   |
|                   |  |  |  |  |  |  |  |                                     |  |  |  |  |  |  |  |                                               |  |  |  |  |  |  |  |                                                              |
|                   |  |  |  |  |  |  |  |                                     |  |  |  |  |  |  |  | 5. Anna av Storbritannien                     |  |  |  |  |  |  |  |                                                              |
|                   |  |  |  |  |  |  |  |                                     |  |  |  |  |  |  |  |                                               |  |  |  |  |  |  |  |                                                              |
|                   |  |  |  |  |  |  |  |                                     |  |  |  |  |  |  |  |                                               |  |  |  |  |  |  |  | 11. Caroline av Ansbach                                      |
|                   |  |  |  |  |  |  |  |                                     |  |  |  |  |  |  |  |                                               |  |  |  |  |  |  |  |                                                              |
| 1. Kung Vilhelm I |  |  |  |  |  |  |  |                                     |  |  |  |  |  |  |  |                                               |  |  |  |  |  |  |  |                                                              |
|                   |  |  |  |  |  |  |  |                                     |  |  |  |  |  |  |  |                                               |  |  |  |  |  |  |  | 12. Kung Fredrik Vilhelm I av Preussen                       |
|                   |  |  |  |  |  |  |  |                                     |  |  |  |  |  |  |  |                                               |  |  |  |  |  |  |  |                                                              |
|                   |  |  |  |  |  |  |  |                                     |  |  |  |  |  |  |  | 6. August Vilhelm av Preussen                 |  |  |  |  |  |  |  |                                                              |
|                   |  |  |  |  |  |  |  |                                     |  |  |  |  |  |  |  |                                               |  |  |  |  |  |  |  |                                                              |
|                   |  |  |  |  |  |  |  |                                     |  |  |  |  |  |  |  |                                               |  |  |  |  |  |  |  | 13. Sofia Dorotea av Hannover                                |
|                   |  |  |  |  |  |  |  |                                     |  |  |  |  |  |  |  |                                               |  |  |  |  |  |  |  |                                                              |
|                   |  |  |  |  |  |  |  | 3. Wilhelmina av Preussen           |  |  |  |  |  |  |  |                                               |  |  |  |  |  |  |  |                                                              |
|                   |  |  |  |  |  |  |  |                                     |  |  |  |  |  |  |  |                                               |  |  |  |  |  |  |  |                                                              |
|                   |  |  |  |  |  |  |  |                                     |  |  |  |  |  |  |  |                                               |  |  |  |  |  |  |  | 14. Hertig Ferdinand Albrekt II av Braunschweig-Wolfenbüttel |
|                   |  |  |  |  |  |  |  |                                     |  |  |  |  |  |  |  |                                               |  |  |  |  |  |  |  |                                                              |
|                   |  |  |  |  |  |  |  |                                     |  |  |  |  |  |  |  | 7. Lovisa Amalia av Braunschweig-Wolfenbüttel |  |  |  |  |  |  |  |                                                              |
|                   |  |  |  |  |  |  |  |                                     |  |  |  |  |  |  |  |                                               |  |  |  |  |  |  |  |                                                              |
|                   |  |  |  |  |  |  |  |                                     |  |  |  |  |  |  |  |                                               |  |  |  |  |  |  |  | 15. Antoinette Amalie av Braunschweig-Wolffenbüttel          |
|                   |  |  |  |  |  |  |  |                                     |  |  |  |  |  |  |  |                                               |  |  |  |  |  |  |  |                                                              |